# Elżbieta Kościelna
Elżbieta Kościelna (ur. 3 czerwca 1967) – polska siatkarka występująca na pozycji środkowej oraz libero, przez większość swej kariery związana ze Stalą Mielec, w której grała przez 15 sezonów. 21-krotna reprezentantka Polski w latach 1987–1999.

## Sukcesy
- Mistrzostwa Polski:
  -  Wicemistrzostwo w sezonie 1995/1996 z Augusto Kalisz i w 1999/2000 ze Stalą Mielec
  -  Trzecie miejsce w sezonach 1991/1992, 1993/1994 i 1998/1999 ze Stalą Mielec
- Puchar Polski:
  -  Zdobywczyni w sezonie 1995/1996 z Augusto Kalisz
  -  Finalistka w sezonach 1998/1999 i 1999/2000 ze Stalą Mielec

## Kariera klubowa
Elżbieta Kościelna zadebiutowała w barwach ekstraklasowej Stali Mielec w sezonie 1988/1989. Drużyna uplasowała się wówczas na 9. pozycji, co w obliczu reformy systemu rozgrywek oznaczało spadek do tworzonej właśnie Serii B I ligi. Tam zespół zajął 1. miejsce w tabeli i zdołał awansować do Serii A. Już rok później (1990/1991) Kościelna wraz z klubowymi koleżankami wywalczyła pierwszy w historii Stali medal Mistrzostw Polski, sukces ten udało się powtórzyć w sezonie 1993/1994.
Po sezonie 1994/1995 Kościelna przeniosła się do Augusto Kalisz, gdzie zdobyła Puchar i Wicemistrzostwo Polski (1995/1996).
Jej pobyt w Kaliszu trwał tylko rok, po którym zawodniczka powróciła do swej macierzystej drużyny. Był to jednak wyjątkowo trudny okres dla mieleckiego klubu – jeszcze przed powrotem Kościelnej zespół spadł do Serii B, a na skutek piętrzących się problemów finansowych i organizacyjnych 12 czerwca 1997 działacze postanowili o postawieniu klubu FKS Stal w stan likwidacji. Niemniej już 26 czerwca powstał KPS Stal, który kontynuował działalność dotychczasowej sekcji siatkówki kobiet. Mimo kłopotów zawodniczki zdołały zakończyć sezon 1996/1997 awansem do Serii A. W sezonie 1998/1999 Kościelna wraz z drużyną znów wywalczyła brązowy medal Mistrzostw Polski, a rok później srebrny. Po drugim w karierze Wicemistrzostwie siatkarka przerwała swoją karierę i została matką. Powróciła do gry w sezonie 2001/2002 i zdołała raz jeszcze wywalczyć brąz w roku 2004. Swoją karierę zakończyła po sezonie 2004/2005.